# Onofrio Puglisi

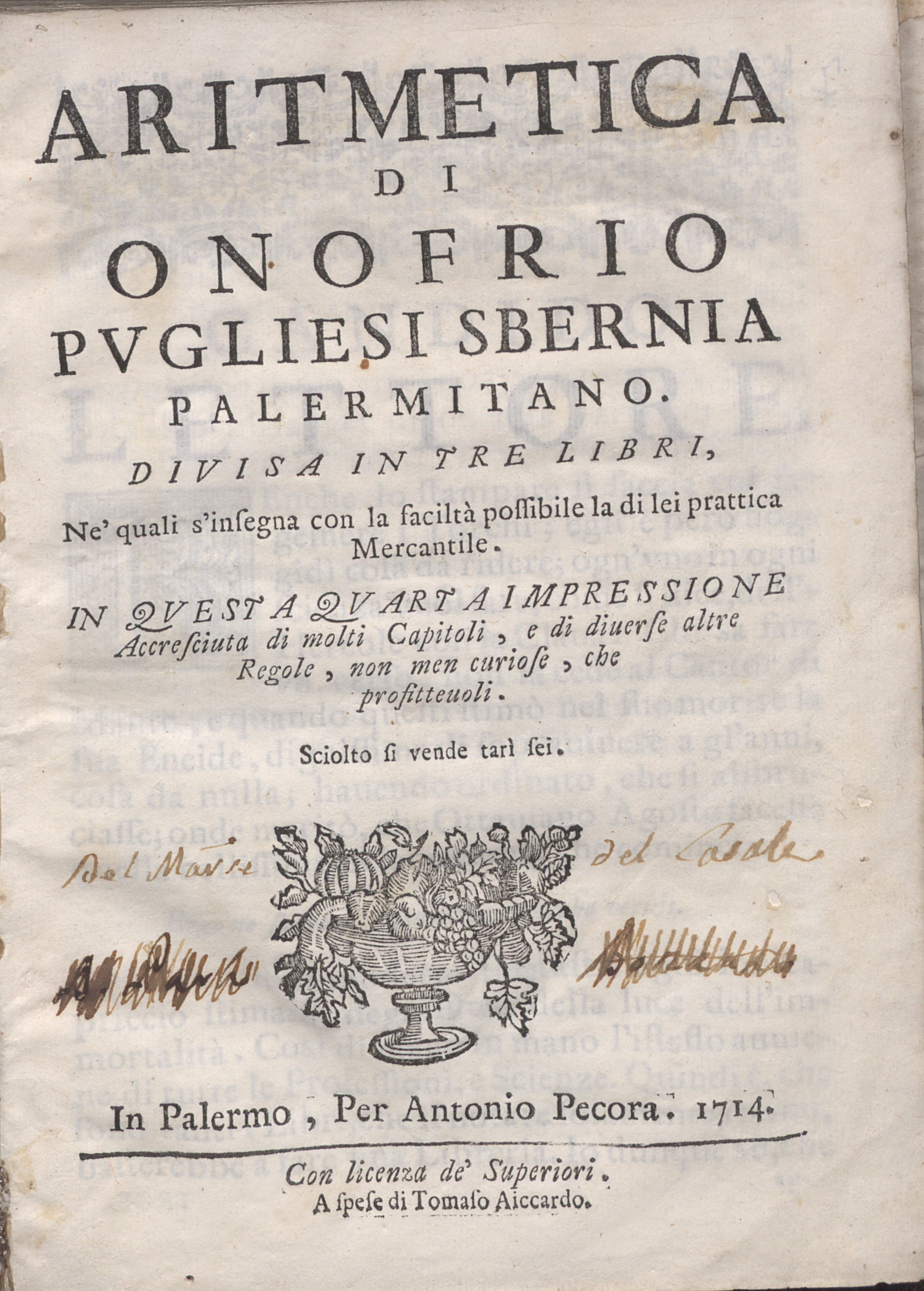
Aritmetica, titre de page, 1714

Onofrio Puglisi, aussi connue sous le nom de Onofrio Pugliesi Sbernia, né à une date inconnue à Palerme où il meurt le 11 janvier 1679, est un mathématicien italien.
Il fut le premier écrivain d'ouvrages comptables du sud de l'Italie. 

## Œuvres
- (it) Aritmetica, Palerme, Antonio Pecora et Tomaso Aiccardo, 1714, 4e éd. (1re éd. 1634) (lire en ligne)
- (it) Prattica economica numerale, Palerme, Agostino Bossio, 1671 (lire en ligne)